# Leptogaster arenicola
Leptogaster arenicola là một loài ruồi trong họ Asilidae. Leptogaster arenicola được James miêu tả năm 1937. Loài này phân bố ở vùng Tân Bắc giới.